# 政教协定
政教协定（德語：Reichskonkordat）是梵蒂冈与当时新兴的纳粹德国所缔结的条约，签订于1933年7月20日，签署双方分别为国务枢机卿安日纳·派契利（未来的庇护十二世）和德国副总理弗朗茨·冯·帕彭，分别代表教宗庇护十一世和德国总统保罗·冯·兴登堡。该条约确保了天主教会在德国的权利。该协定要求天主教会神父向德国总统宣誓效忠，神职人员不得参与政治活动。协定签署后，纳粹政权即开始违反相关协定，进而引发天主教会的抗议和1937年《极度关切》的通谕。该协定是天主教会历史上最具争议的协定之一。